# Catherine-de-Barnes
Catherine-de-Barnes – wieś w Anglii, w hrabstwie ceremonialnym West Midlands, w dystrykcie metropolitalnym Solihull. Leży 13 km na południowy wschód od miasta Birmingham i 150 km na północny zachód od Londynu.